# Rue Malpalu
La rue Malpalu est une voie publique située dans la commune française de Rouen.

## Situation et accès
Située sur la rive droite, entre la place Barthélémy et la rue Alsace-Lorraine, la rue Malpalu est parallèle à la rue de la République.

## Origine du nom
Son nom composé de Mals signifiant mauvais, palus signifiant marais (apparaissant sous la forme Malam paludem en 1218 ou encore Malapalus plus tard) évoque la zone marécageuse sur laquelle a été construit le quartier auquel appartient cette rue.

## Historique
Située dans le quartier Saint Maclou, les ouvriers bretons des maîtres de la laine qui travaillaient à proximité de cette rue donnèrent au quartier le nom de leur saint patron, Saint Malo, devenu Saint Maclou en Normandie.
L'hôtel du Brésil fut détruit lors du percement de la rue de la République autrefois rue Royale. Des bas-reliefs de sa façade sont conservés au musée des Antiquités.
La partie basse de la rue fut détruite lors de l'incendie du 9 juin 1940.

## Bâtiments remarquables et lieux de mémoire

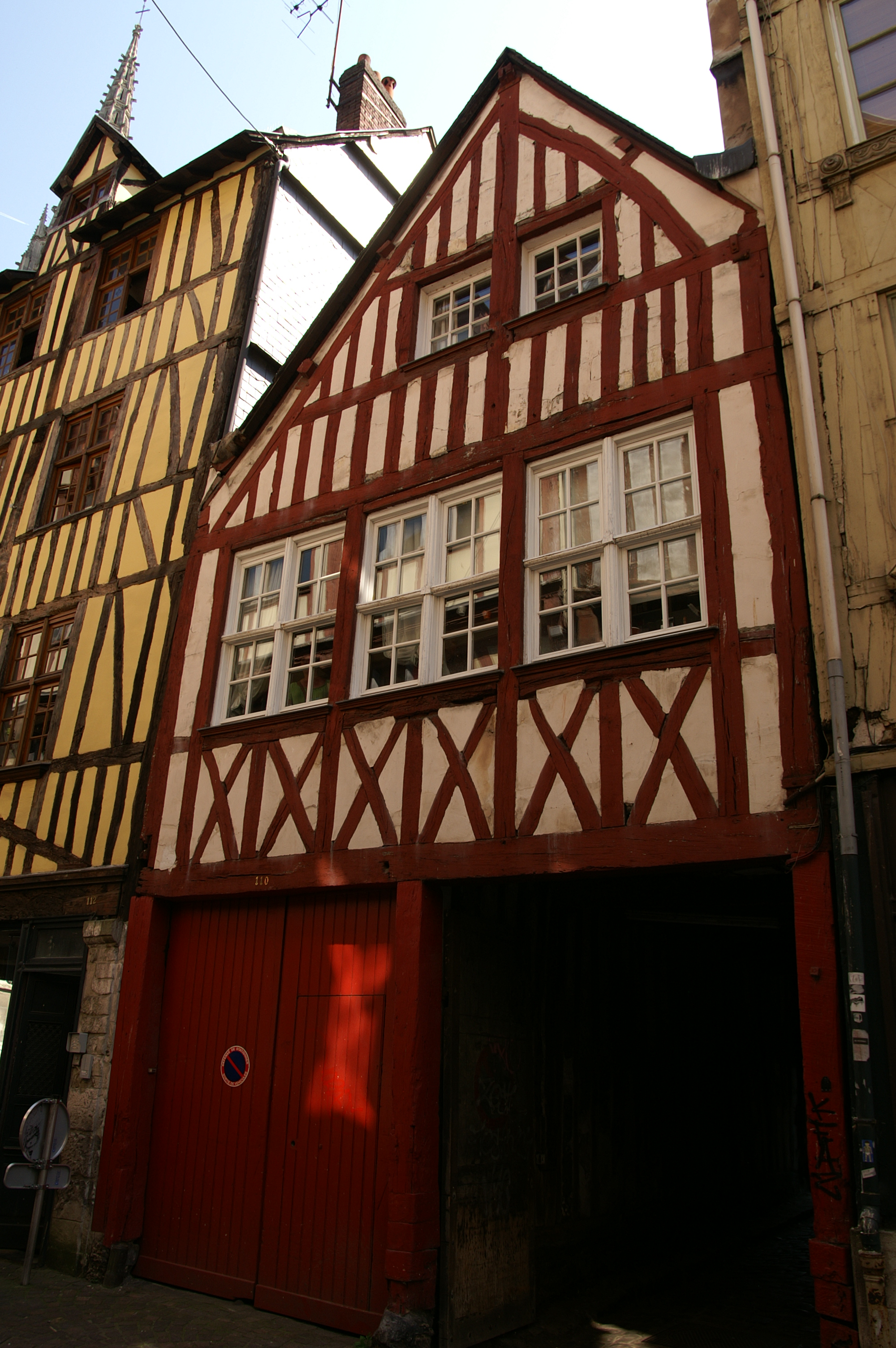
Maison au nos 108, 110.

- Jean-Jacques Le Veau (1729-1786), dessinateur et graveur, est né rue Malpalu.
- nos  98 et 100[7], 103[8], 104[9], 105[10], 106[11], 107[12], 108 et 110[13], 109[14] : maisons inscrites en 1958 ;
- no 20: immeuble avec à l'angle de la rue Alsace-Lorraine les statues de l'Alsace et de la Lorraine (décapitée).
- no 70: le rosiériste rouennais Rémi Tanne (1856-1923) y a habité.

### Représentations artistiques
Le musée des Beaux-arts de Blois conserve une vue de la rue Malpalu, eau-forte du graveur Aimé Dallemagne[réf. nécessaire].
Camille Pissarro y aurait réalisé une gravure intitulée Vieille rue à Rouen, rue Malpalu, en 1883.